# マウロ・マノタス
マウロ・アンドレス・マノタス・パエス（Mauro Andrés Manotas Páez, 1995年7月15日 - ）は、コロンビア・アトランティコ県サバナラルガ出身のサッカー選手。アトラスFC所属。ポジションはFW（センターフォワード）。

## クラブ経歴
ウニアウトノマFCの下部組織で育成され、2013年5月29日のバジェドゥパルFC戦でトップチームデビュー。
2015年5月13日、MLSのヒューストン・ダイナモに移籍。クラブ歴代2位となる公式戦合計62ゴールを記録した。
2021年1月より、リーガMXのクルブ・ティフアナへ加入。移籍金は400万ドルで、成績によるインセンティブ及び将来の移籍時に25％の移籍金をヒューストンのクラブが受け取ると報道された。

## 代表歴
2015年1月、ウルグアイで開催された2015 南米ユース選手権にU-20コロンビア代表の一員として参加した。

## タイトル
ヒューストン・ダイナモ
- USオープンカップ : 2018